# Ingarje
Ingarje (nemško Angern) je naselje v Občini Žihpolje v Okraju Celovec-dežela na Koroškem v Avstriji.